# Conus gallicus
Espèce
Conus gallicus est une espèce fossile de mollusques gastéropodes marins de la famille des Conidae.

## Taxonomie

### Publication originale
L'espèce Conus gallicus a été décrite pour la première fois en 1890 par le paléontlogue suisse Karl Mayer-Eymar (1826-1907).